# Katie Ebzery
Katie-Rae Ebzery (nacida el 8 de enero de 1990 en Waratah, Australia) es una jugadora de baloncesto australiana. Con 1.78 metros de estatura, juega en la posición de base.